# Berismyia nigrofemorata
Berismyia nigrofemorata är en tvåvingeart som beskrevs av Samuel Wendell Williston  1900. Berismyia nigrofemorata ingår i släktet Berismyia och familjen vapenflugor. Inga underarter finns listade i Catalogue of Life.